# Tecoexcontitla
Tecoexcontitla är en ort i Mexiko.   Den ligger i kommunen Xochimilco och delstaten Distrito Federal, i den sydöstra delen av landet, 24 km söder om huvudstaden Mexico City. Tecoexcontitla ligger 2 612 meter över havet och antalet invånare är 154.
Terrängen runt Tecoexcontitla är huvudsakligen kuperad, men norrut är den platt. Terrängen runt Tecoexcontitla sluttar norrut. Runt Tecoexcontitla är det mycket tätbefolkat, med 2 431 invånare per kvadratkilometer. Närmaste större samhälle är Iztapalapa, 16,0 km norr om Tecoexcontitla. I omgivningarna runt Tecoexcontitla växer huvudsakligen savannskog.